# 达里站
達里站（：／ Dal-ri yeok */?）曾为韩国铁路东海南部线和蔚山线上的一个车站，位于蔚山南区新停洞，已于1992年废止。

## 历史
- 1945年2月1日 - 落成使用。
- 1992年8月20日 - 停止使用。